# Giấy ghi việc

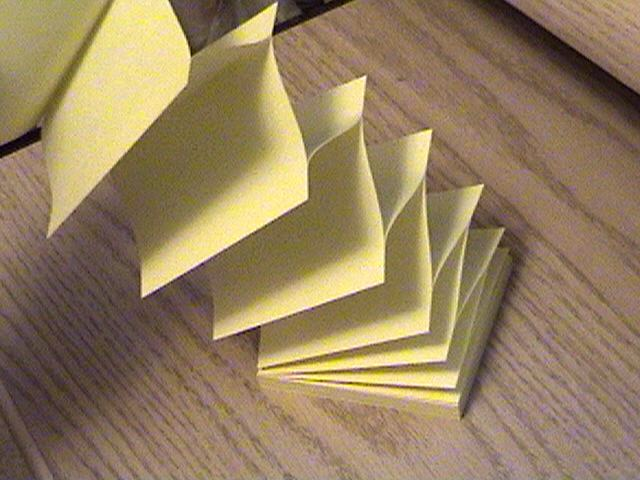
Giấy ghi việc có dính keo

Giấy ghi việc (giấy nhắc việc, giấy giao việc, giấy ghi chú, giấy nhớ, giấy note hay giấy post-it) là những mẩu giấy nhỏ, thường có màu để dễ nhận biết. Một đầu có thể có keo dính để dễ dàng dán trên bất cứ đâu cho chính người viết và người được giao việc (thường là những công việc bổ sung cho công việc chính). Giấy có nhiều kích cỡ lớn nhỏ và nhiều màu sắc bắt mắt khác nhau. Lớp keo này phải đảm bảo đủ dính để có thể dán giấy ghi việc lên các đồ vật trong văn phòng (màn hình và vỏ máy tính, bàn làm việc, cặp tài liệu...) nhưng lại dễ dàng bóc ra mà không để lại vết keo bẩn trên đó.
Cùng với sự phát triển của thị trường, giấy ghi việc ngoài ý nghĩa sử dụng văn phòng phẩm còn là một công cụ cho việc quảng cáo thương hiệu. Các hãng lớn thường sử dụng giấy ghi việc có in sẵn (dĩ nhiên chỉ in mờ và in một phần nhỏ diện tích bề mặt) logo, giới thiệu thương hiệu trên đó và phát cho khách hàng làm quà khuyến mại.

## Lịch sử

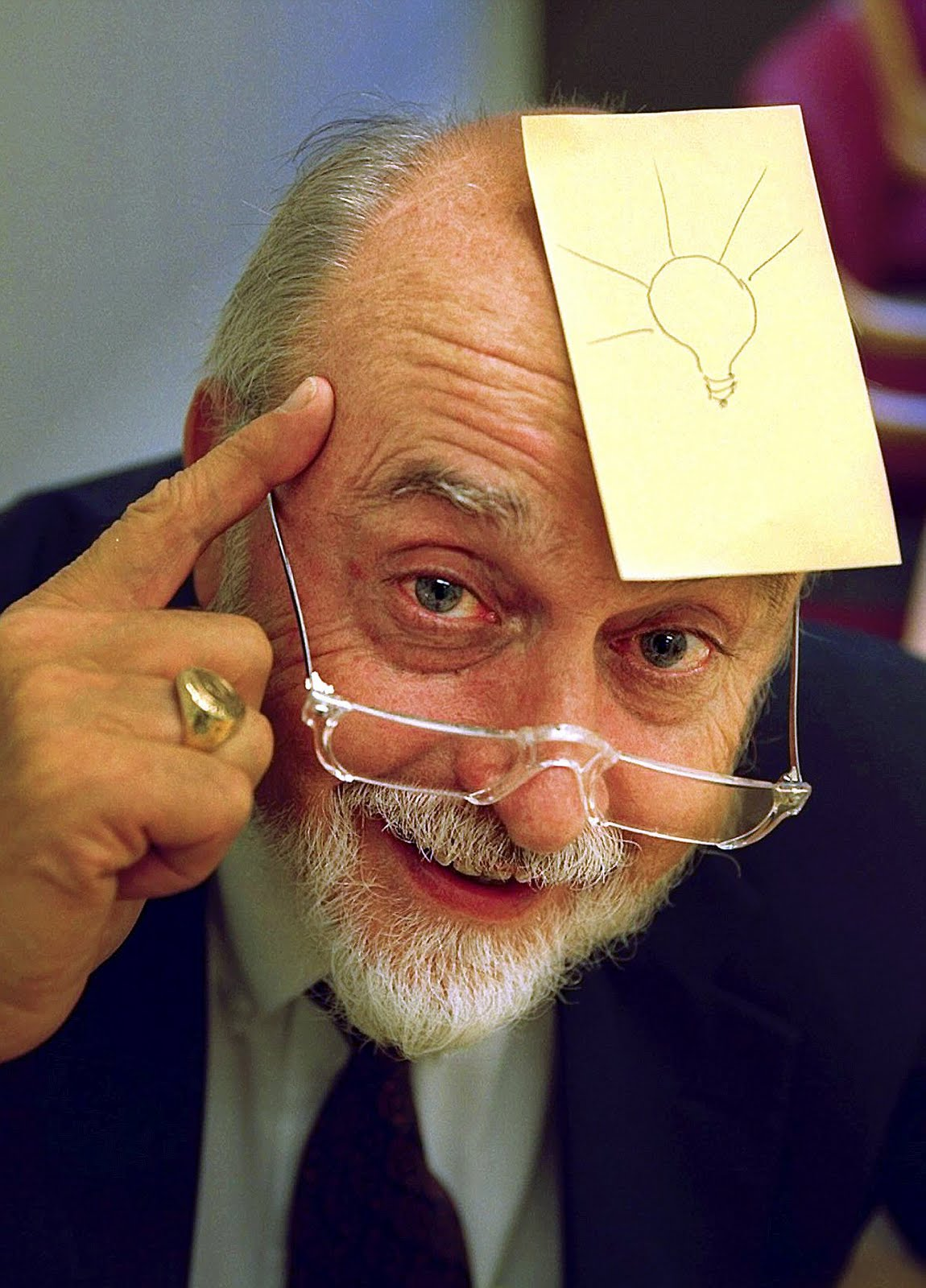
Arthur Fry với mảnh giấy post-it vẽ hình bóng đèn điện trên trán

Vào năm 1968, Spencer Silver (sinh 1941) làm việc trong phòng thí nghiệm của hãng 3M lúc đó được giao nhiệm vụ điều chế keo dán dưới áp lực. Spencer Silver pha được một loại keo trong, tuy nhiên lại có độ bám dính yếu, dễ bóc ra và lâu khô. Mặc dù cho là kết quả nghiên cứu thất bại, ông vẫn báo cáo kết quả cho công ty. Chất keo mới này đủ mạnh để giữ giấy tờ dính vào nhau, nhưng lại đủ yếu để có thể bóc chúng ra khỏi nhau mà không bị rách, đặc biệt lại có thể sử dụng nhiều lần. Silver đã cố gắng tìm ứng dụng cho keo này nhưng không thành công. Khoảng năm 1973-1974, Silver trình bày phát kiến này trong một hội thảo, và sản phẩm của ông lại được Arthur Fry (sinh 1931) làm ở bộ phận nghiên cứu phát triển sản phẩm mới chú ý.
Fry vốn hay đi nhà thờ nghe giảng và hát thánh ca vào ngày chủ nhật. Trong khi đọc kinh, ông thường xuyên phải sử dụng các mẩu giấy để đánh dấu sách. Tuy nhiên, các mẩu giấy này hay bị di chuyển trong khi gập và mở sách. Fry chợt nhớ tới chất keo có thể sử dụng nhiều lần của Silver và ngày hôm sau, ông yêu cầu mẫu keo. Fry phủ keo lên một mép của tờ giấy đánh dấu nhằm tránh việc dính keo vào sách kinh. Kết quả thành công mỹ mãn và thu hút được sự chú ý của nhiều người cùng đi nhà thờ. Ông đã sử dụng các mẩu giấy phết keo này để viết ghi chép gửi cho phụ trách của mình, ông Bob Molenda. Bob đã giúp Fry phát triển thử nghiệm ứng dụng, và chính ông đã phụ trách công việc marketing, phân phối sản phẩm này ra thị trường.
Sáng kiến này cùng với 21 bằng sáng chế khác được đăng ký với tên của Silver.

## Phân loại
Giấy ghi chú được chia làm nhiều loại, theo nhiều tiêu chí. Thông thường, nó sử dụng giấy đã nhuộm màu từ khi xeo để đánh dấu, nhằm tránh việc dây bẩn ra giấy tờ.
- Theo chất liệu:

1. Giấy màu
2. Giấy trắng
3. Giấy can màu
4. Nhựa màu: mặt được gia cố nhám đặc biệt để có thể viết bằng nhiều loại bút lên

- Theo mục đích sử dụng:

1. Dùng trong văn phòng
2. Dùng trong học tập
3. Dùng để trang trí

- Theo hình dạng

1. Hính vuông
2. Hình chữ nhật
3. Hình dạng theo yêu cầu

- Theo kích cỡ:

1. 1/2 " x 1 "

## Ứng dụng

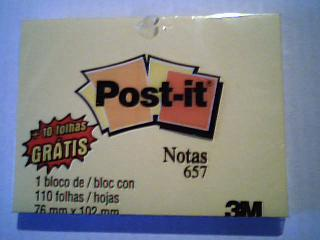
Giấy ghi việc có nhiều kích cỡ khác nhau
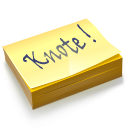
Tập giấy ghi việc
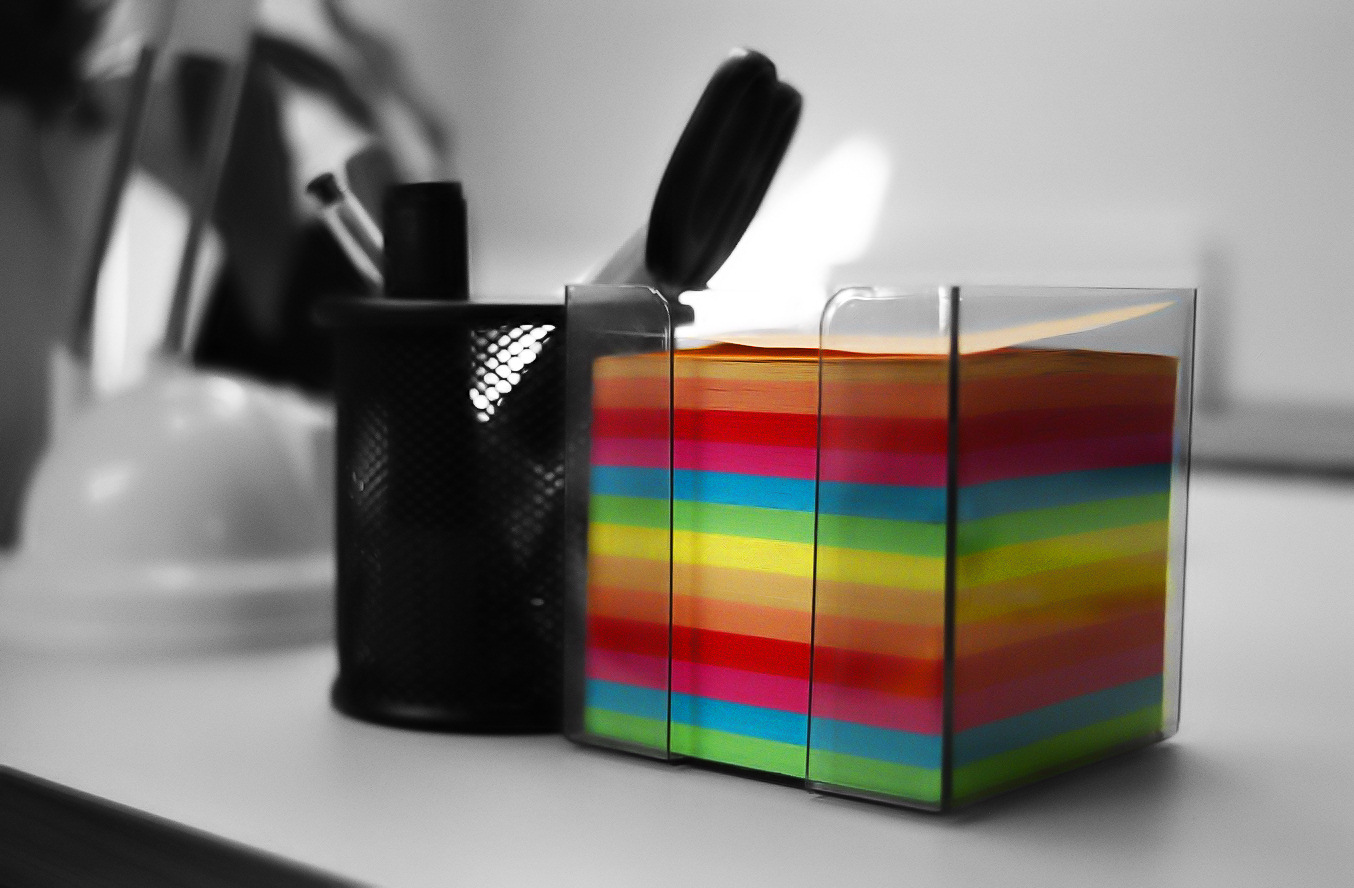
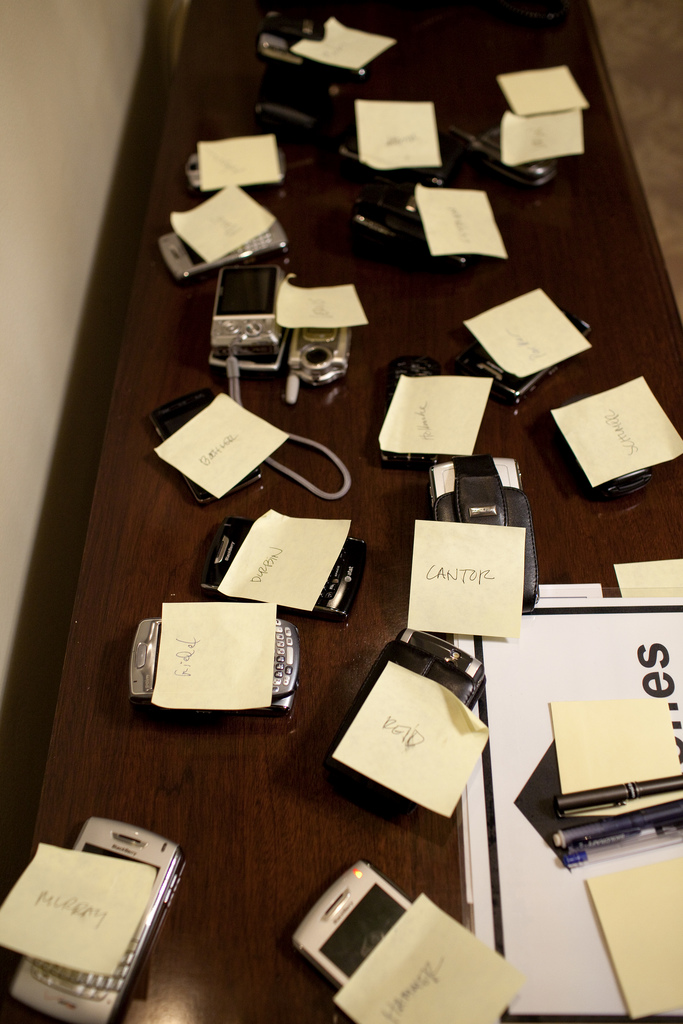
Ứng dụng giấy ghi việc